# 480 (tal)
480 är det naturliga talet som följer 479 och som följs av 481.

## Inom vetenskapen
- 480 Hansa, en asteroid.

## Inom matematiken
- 480 är ett jämnt tal.
- 480 är ett sammansatt tal.
- 480 är ett praktiskt tal.
- 480 är ett mycket ymnigt tal.